# Крочета-Коле Гранде (Кјети)
Крочета-Коле Гранде (итал. Crocetta-Colle Grande) је насеље у Италији у округу Кјети, региону Абруцо.
Према процени из 2011. у насељу је живело 123 становника. Насеље се налази на надморској висини од 285 м.